# 后冈遗址
后冈遗址是中国的新石器时代文化后冈文化遗址，是殷墟遗址之一。位于河南省安阳市后冈。该遗址最早发掘于1931年。考古学家梁思永在遗址内发现了仰韶文化、龙山文化、商文化的"三叠层"地层叠压关系。